# São Bento do Sul
São Bento do Sul è un comune del Brasile nello Stato di Santa Catarina, parte della mesoregione del Norte Catarinense e della microregione di São Bento do Sul.